# Wichita (Volk)

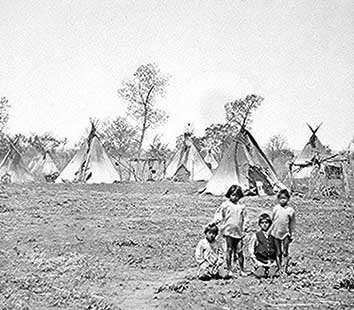
Ein Lager der Wichita-Indianer um 1870 vermutlich in der Nähe von Fort Sill. Die Wichita nutzten aus Büffelfellen hergestellte Tipis zu Errichtung von Lagern, während sie beispielsweise auf Jagd waren, ansonsten bewohnten sie Grashütten. Die abgebildeten Tipis sind, vermutlich aus Mangel an Büffelfellen, aus Planen errichtet.

Die Wichita sind ein Indianervolk (Eigenname: Towihaedshi), das ursprünglich in Kansas siedelte, aber nach Nord-Texas verdrängt wurde. Von der Bezeichnung der Indianer stammt die Benennung der größten Stadt des Bundesstaates Kansas.
Die Stammesangehörigen lebten nach ihrer Vertreibung am Red River, wo sie von Ackerbau (Anbau von Früchten) und Jagd (vor allem Büffeljagd) lebten. Sie wohnten in Grashütten. Später zogen die Kiowa in ihr Land. Die beiden Stämme betrieben friedlichen Handel und teilten sich verschiedene Arbeiten untereinander auf. So bauten beispielsweise die Wichita Mais und anderes Gemüse an, während die Kiowa sich auf die Jagd spezialisierten. Die Wichita standen unter dem Schutz der Kiowa. Trotzdem wurden sie 1859 von Texanern in ein Reservat im Indianerterritorium von Oklahoma vertrieben.
Heute existieren noch etwa 500 Stammesangehörige in diesem Reservat.
Die Sprache der Wichita gehört zu den Caddo-Sprachen und ist 2016 ausgestorben.